# 薛暮桥故居
31°42′19″N 120°09′44″E / 31.70529°N 120.16223°E
薛暮桥故居是位于无锡市惠山区玉祁街道礼社村西街的一座近代纪念性建筑，原主人为经济学家薛暮桥。故居坐南朝北，三间四进，建于1884年，原占地405平方米。第一进是廊屋，第二进则是厅堂。两进间有天井，西侧有备弄。第二进后有一颗建屋时种下的腊梅。第三进为楼房，上有卧室，第四进为厨房和柴间屋。前低后高是该建筑的一大特点。现存第一、二进砖木结构平房。
薛暮桥1904年出生于此处，生活了16年。后来他还在村里办过学校。2006年，该近代名人故居被选为江苏省文物保护单位。